# Emmelichthys
El género Emmelichthys son peces marinos de la familia de los andorreros o emelíctidos, distribuido por el océano Pacífico, este del océano Índico y este del océano Atlántico.
Son peces de aguas profundas, viviendo cerca del fondo marino agrupados, algunas especies realizan migraciones, con una longitud corporal máxima entre 25 y 50 cm, según la especie.

## Especies
Existen seis especies válidas en este género:
- Emmelichthys elongatus (Kotlyar, 1982)
- Emmelichthys karnellai (Heemstra y Randall, 1977)
- Emmelichthys nitidus cyanescens (Guichenot, 1848)
- Emmelichthys nitidus nitidus (Richardson, 1845) - Andorrero del Cabo o Cardenal.
- Emmelichthys ruber (Trunov, 1976) - Andorrero
- Emmelichthys struhsakeri (Heemstra y Randall, 1977)